# Évisa
Évisa (en cors Evisa) és un municipi francès, situat a la regió de Còrsega, al departament de Còrsega del Sud. L'any 1999 tenia 196 habitants.

## Demografia
| 1962 | 1968 | 1975 | 1982 | 1990 | 1999 |
| ---- | ---- | ---- | ---- | ---- | ---- |
| 271  | 336  | 312  | 248  | 257  | 196  |

## Administració
| Període | Identitat        | Partit | Qualitat |
| ------- | ---------------- | ------ | -------- |
| 2001-   | Pauline Ceccaldi |        |          |